# Región de Tanintharyi
La región de Tanintharyi (birmano: တနင်္သာရီတိုင်းဒေသကြီး [tənɪ́ɴθàjì táɪɴ dèθa̰ dʑí]), también conocida por su antiguo nombre, Tenasserim, es una división de Myanmar, que ocupa la estrecha franja meridional que conforma el sur del país en el istmo de Kra. Limita con el mar de Andamán por el oeste y con Tailandia por el este. Al norte tiene el estado de Mon. La capital de la división es Tavoy (Dawei). La otra ciudad importante se llama Mergui.
Tiene una superficie de 43.328 km², que en términos de extensión es similar a la de Suiza. Según el censo de 1983 tenía una población de 917.628 habitantes. El código ISO 3166-2 de la división es MM-05.

## Ubicación
La región tiene los siguientes límites territoriales:
| Noroeste: Mar de Andamán | Norte: Estado Mon   | Noreste: Kanchanaburi y Ratchaburi ( Tailandia)      |
| Oeste: Mar de Andamán    |                     | Este: Phetchaburi y Prachuap Khiri Khan ( Tailandia) |
| Suroeste: Mar de Andamán | Sur: Mar de Andamán | Sureste: Chumphon y Ranong ( Tailandia)              |

## Historia
Históricamente el área perteneció al reino de Birmania durante la mayor parte del tiempo, pero a veces fue vasallo de los reinos Thai de Sukhothai y Ayutthaya. Al final de la Primera guerra de Birmania en 1826, Tenasserim pasó a formar parte del Imperio colonial británico mediante el Tratado de Yandabo. Hasta entonces era parte de la Baja Birmania.
Con la independencia de Birmania en 1948 la parte nororiental de Tenasserim se convirtió en el estado de Karen (ahora llamado Kayin). En 1974 se creó el estado de Mon, que se llevó la parte noroccidental y como la anterior capital, Moulmein, quedó en el estado de Mon, la capital de Tenasserim se trasladó a Tavoy. En 1989 la división tomó el nombre oficial de Tanintharyi.

## Organización territorial
El estado se divide en 3 distritos y 10 municipios: